# Капустін Віктор Вікторович
Віктор Вікторович Капустін (нар. 25 червня 1981) — український футболіст, що грав на позиції воротаря. Найбільш відомий за виступами у клубі вищої ліги України «Металург» із Запоріжжя.

## Клубна кар'єра
Віктор Капустін розпочав виступи в професійному футболі в складі команди вищої ліги України «Металург» із Запоріжжя, в якій грав до кінця сезону 1998—1999 років, проте зіграв у першій команді лише 1 матч чемпіонату, та більше часу провів у фарм-клубі «Металург-2» у другій лізі. З початку сезону 1999—2000 років футболіст грав у складі команди другої ліги «Віктор» із Запоріжжя, а на початку 2000 року перейшов до складу команди вищої ліги «Кривбас». Проте в основному складі криворізької команди він так і не зіграв, та протягом 2,5 років грав лише у складі фарм-клубу команди «Кривбас-2» у другій лізі. На початку 2003 року Капустін перейшов до складу команди другої ліги «Сталь» із Дніпродзержинська. У 2005 році футболіст знаходився у складі клубу першої ліги СК «Миколаїв», проте в цьому клубі сидів лише на лаві запасних. З 2005 до 2011 року Віктор Капустін грав у низці аматорських команд Дніпропетровської і Запорізької областей.